# Ньютон (Джорджія)
Ньютон (англ. Newton) — місто (англ. city) в США, в окрузі Бейкер штату Джорджія. Населення — 602 особи (2020).

## Географія
Ньютон розташований за координатами 31°19′0″ пн. ш. 84°20′22″ зх. д. / 31.31667° пн. ш. 84.33944° зх. д. (31.316751, -84.339469).  За даними Бюро перепису населення США в 2010 році місто мало площу 7,81 км², з яких 7,54 км² — суходіл та 0,27 км² — водойми.

## Демографія
Згідно з переписом 2010 року, у місті мешкали 654 особи в 263 домогосподарствах у складі 157 родин. Густота населення становила 84 особи/км².  Було 316 помешкань (40/км²).
Расовий склад населення:
| - 51,5 % — чорних або афроамериканців - 42,7 % — білих - 0,3 % — корінних американців - 4,4 % — осіб інших рас |

До двох чи більше рас належало 1,1 %. Частка іспаномовних становила 7,2 % від усіх жителів.
За віковим діапазоном населення розподілялося таким чином: 27,7 % — особи молодші 18 років, 60,2 % — особи у віці 18—64 років, 12,1 % — особи у віці 65 років та старші. Медіана віку мешканця становила 35,1 року. На 100 осіб жіночої статі у місті припадало 91,2 чоловіків;  на 100 жінок у віці від 18 років та старших — 95,5 чоловіків також старших 18 років.
Середній дохід на одне домашнє господарство  становив 35 195 доларів США (медіана — 20 962), а середній дохід на одну сім'ю — 47 597 доларів (медіана — 40 000). За межею бідності перебувало 38,2 % осіб, у тому числі 61,2 % дітей у віці до 18 років та 34,3 % осіб у віці 65 років та старших.
Цивільне працевлаштоване населення становило 236 осіб. Основні галузі зайнятості: освіта, охорона здоров'я та соціальна допомога — 19,1 %, роздрібна торгівля — 18,2 %, публічна адміністрація — 16,5 %.